# Um Ki-joon
Um Ki-joon (en coreano: 엄기준;nacido 23 de marzo de 1976) es un actor de Corea del Sur.

## Biografía
En noviembre de 2020 tuvo que someterse a una prueba de COVID-19. El 24 de noviembre del mismo año, se confirmó que después de someterse a la prueba, sus resultados habían dado negativos.

## Carrera
En agosto de 2021 se unió a la agencia Your Entertainment.
Um Ki-joon debutó como actor en 1995 en la obra de teatro Ricardo III, aunque más tarde se hizo conocido como actor de musicales, protagonizando Singin in the Rain, Las penas del joven Werther, Grease, Los tres mosqueteros, Jack el Destripador, El conde de Monte Cristo, Atrápame si puedes, y Rebecca. 
También apareció en Patrick Marber en el papel de Closer. También ha trabajado en series de televisión, como Life Special Investigation Team, Worlds Within, Hero, Dream High, Scent of a Woman and Phantom. Otras series han sido Good Job y The Virus.
Ha interpretado el papel de villano en la película Man of Vendetta, frente a Kim Myung-min. Le siguió un papel de detective en la película de terror Killer Toon, frente a Lee Si-young. También participó en el thriller Inocente acusado, interpretando el papel de villano. Junto al director y guionista de Inocente acusado participó en la serie dramática Cirujanos de corazón.
El 26 de octubre de 2020 se unió al elenco principal de la serie Penthouse: War In Life (también conocida como "Penthouse") donde interpretó a Joo Dan-tae, un peligroso y malvado hombre, que para obtener dinero y estatus, está dispuesto a hacer lo que sea, incluso matar.

## Filmografía

### Series de televisión
| Año         | Título                                   | Personaje                   | Cadena        | Notas                   |
| ----------- | ---------------------------------------- | --------------------------- | ------------- | ----------------------- |
| 2006        | Drama City "Who Loved Her?"              | Park Cheol-ho               | KBS2          |                         |
| 2007        | Drama City "Grim Reaper with Amnesia"    | Dong-wook                   | KBS2          |                         |
| 2007        | Kimchi Cheese Smile                      | Um Ki-joon                  | MBC           |                         |
| 2008        | Drama City "Secret, Only You Don't Know" | Park Hyeong-joo             | KBS2          |                         |
| 2008        | Life Special Investigation Team          | Park Chan-ho                | MBC           |                         |
| 2008        | Worlds Within                            | Song Gyu-ho                 | KBS2          |                         |
| 2009        | Good Job, Good Job                       | Choi Seung-hyun             | MBC           |                         |
| 2009        | Hero                                     | Kang Hye-sung               | MBC           |                         |
| 2010        | Dream High                               | Kang Oh-hyuk                | KBS2          |                         |
| 2011        | Miss Ripley                              | Abogado                     | MBC           | (cameo, episode 14)     |
| 2011        | Scent of a Woman                         | Chae Eun-suk                | SBS           |                         |
| 2011        | Can't Lose                               | Cha Seok-hoon               | MBC           | (guest, episodes 14-17) |
| 2012        | Phantom                                  | Jo Hyun-min                 | SBS           |                         |
| 2013        | The Virus                                | Lee Myung-hyun              | OCN           |                         |
| 2013        | I Can Hear Your Voice                    | Defensor público Um Ki-joon | SBS           | (cameo, episode 14)     |
| 2014        | Golden Cross                             | Michael Jang                | KBS2          |                         |
| 2015        | The Man in the Mask                      | Kang Hyun-woong             | KBS2          |                         |
| 2016        | Nightmare Teacher                        | Han Bong-gu                 | Naver TV Cast |                         |
| 2017        | Innocent Defendant                       | Cha Sun-ho / Cha Min-ho     | SBS           |                         |
| 2017        | I'm Not a Robot                          | Hong Baek-kyun              | MBC           | [ 25 ]                  |
| 2018        | Heart Surgeons                           | Choi Suk-han                | SBS           |                         |
| 2020 - 2021 | Penthouse: War In Life                   | Joo Don-tae                 | SBS           |                         |
| 2021        | Penthouse: War In Life 2                 | Joo Don-tae (Mr. Baek)      | SBS           |                         |
| 2021        | Penthouse: War In Life 3                 | Joo Don-tae (Baek Joon-ki)  | SBS           | [ 26 ]                  |
| 2022        | Shooting Stars                           |                             | tvN           | Aparición especial      |
| 2023        | 7 Escape                                 | Matthew Lee                 | SBS           | [ 28 ]                  |

### Películas
| Año  | Título              | Personaje           | Notas   |
| ---- | ------------------- | ------------------- | ------- |
| 2010 | Hombre de Vendetta  | Choi Byeong-chul    |         |
| 2010 | Villano y la Viuda  | Representante de Ha | (cameo) |
| 2010 | Finding Mr. Destiny | Kim Jong-wook       | (cameo) |
| 2013 | Killer Toon         | Lee Ki-cheol        |         |
| 2022 | It’s Alright        |                     | (corto) |

### Programas de variedades
| Año             | Título            | Notas                                           |
| --------------- | ----------------- | ----------------------------------------------- |
| 2021 - presente | We Won’t Hurt You | miembro - junto a Bong Tae-gyu y Yoon Jong-hoon |

### Aparición en videos musicales
| Año  | Título                  | Artista     |
| ---- | ----------------------- | ----------- |
| 2007 | "Goodbye, 20 Years Old" | Toy         |
| 2007 | "Three People"          | Lee Ki-chan |
| 2015 | "April Snow"            | Huh Gak     |

## Teatro
| Año       | Título                       | Personaje          |
| --------- | ---------------------------- | ------------------ |
| 1995      | Richard III                  |                    |
| 1996      | Oliver!                      |                    |
| 1998      | Gwanggaeto the Great         |                    |
| 1999      | Tripitaka Koreana            |                    |
| 1999      | Jang Bogo, the Sea God       |                    |
| 2000      | Oh! Happy Day                |                    |
| 2001      | Singin' in the Rain          | Don Lockwood       |
| 2002      | The Sorrows of Young Werther | Werther            |
| 2002      | Songshan Nights              | Kim Hyun           |
| 2002      | Carmen                       | Escamillo          |
| 2003      | Grease                       | Danny Zuko         |
| 2003-2004 | The Sorrows of Young Werther | Werther            |
| 2004      | Men's Impulses               | Yoo-jung           |
| 2004      | Singin' in the Rain          | Don Lockwood       |
| 2004      | Anakji Love Story            |                    |
| 2005      | Assassins                    | John Wilkes Booth  |
| 2005      | Grease                       | Danny Zuko         |
| 2005-2006 | Hedwig and the Angry Inch    | Hedwig             |
| 2005      | Love Diary                   |                    |
| 2006-2007 | Singin' in the Rain          | Dong-hyun          |
| 2006      | The Sorrows of Young Werther | Werther            |
| 2006      | Le Passe-Muraille            | Dusoleil           |
| 2006      | Finding Kim Jong-wook        | Man/Kim Jong-wook  |
| 2006      | Grease                       | Danny Zuko         |
| 2006      | Passion of the Rain          |                    |
| 2007      | A Day                        | Han Min-ho         |
| 2007-2008 | Mad Kiss                     | Jang Jung          |
| 2007-2008 | Separated Man and Woman      | Kang Yeon-oh       |
| 2009      | The Lower Depths             | Satine             |
| 2009      | The Three Musketeers         | D'Artagnan         |
| 2009-2010 | Jack the Ripper              | Daniel             |
| 2010      | The Count of Monte Cristo    | Edmond Dantès      |
| 2010      | Jack the Ripper              | Daniel             |
| 2010      | Closer                       | Dan                |
| 2010-2011 | The Three Musketeers         | D'Artagnan         |
| 2011      | The Count of Monte Cristo    | Edmond Dantès      |
| 2011      | Jack the Ripper              | Daniel             |
| 2011      | The Three Musketeers         | D'Artagnan         |
| 2012      | Catch Me If You Can          | Frank Abagnale Jr. |
| 2012      | Jack the Ripper              | Daniel             |
| 2012-2013 | Catch Me If You Can          | Frank Abagnale Jr. |
| 2013      | The Three Musketeers         | D'Artagnan         |
| 2013      | The Count of Monte Cristo    | Edmond Dantès      |
| 2013      | Jack the Ripper              | Daniel             |
| 2013      | Bonnie & Clyde               | Clyde Barrow       |
| 2013-2014 | The Sorrows of Young Werther | Werther            |
| 2013-2014 | The Three Musketeers         | D'Artagnan         |
| 2014      | Bonnie & Clyde               | Clyde Barrow       |
| 2014-2015 | Rebecca                      | Maxim de Winter    |
| 2015      | Robin Hood                   | Robin Hood         |
| 2015      | Cinderella                   | Prince Christopher |
| 2015-2016 | Werther                      | Werther            |
| 2016      | Rebecca                      | Maxim de Winter    |
| 2016      | Mata Hari                    | Armand             |
| 2016      | Jack the Ripper              | Daniel             |
| 2016-2017 | The Count of Monte Cristo    | Edmond Dantès      |
| 2017      | Mata Hari                    | Armand             |
| 2017      | Rebecca                      | Maxim de Winter    |
| 2018-2019 | The Days                     | Cha Jung-hak       |

### Conciertos
| Año  | Título                                             | Notas  |
| ---- | -------------------------------------------------- | ------ |
| 2017 | Hedwig Concert Together with John Cameron Mitchell | [ 36 ] |

## Premios y nominaciones
| Year | Award                                             | Category                                                        | Nominated work                 | Result    |
| ---- | ------------------------------------------------- | --------------------------------------------------------------- | ------------------------------ | --------- |
| 2007 | MBC Entertainment Awards                          | Excellence Award, Actor in a Sitcom/Comedy                      | Kimchi Cheese Smile            |           |
| 2008 | KBS Drama Awards                                  | Best Supporting Actor                                           | Worlds Within                  |           |
| 2009 | 45th Baeksang Arts Awards                         | Best New Actor (TV)                                             | Worlds Within                  |           |
| 2010 | 47th Grand Bell Awards                            | Best New Actor                                                  | Man of Vendetta                |           |
| 2010 | 8th Korean Film Awards                            | Best New Actor                                                  | Man of Vendetta                |           |
| 2011 | 8th Max Movie Awards                              | Best New Actor                                                  | Man of Vendetta                |           |
| 2011 | 47th Baeksang Arts Awards                         | Best New Actor (Film)                                           | Man of Vendetta                |           |
| 2011 | 15th Puchon International Fantastic Film Festival | It Star Award                                                   |                                |           |
| 2011 | 4th Korea Drama Awards                            | Best Supporting Actor                                           | Dream High, Scent of a Woman   |           |
| 2011 | SBS Drama Awards                                  | Excellence Award, Actor in a Weekend Drama                      | Scent of a Woman               |           |
| 2012 | SBS Drama Awards                                  | Excellence Award, Actor in a Drama Special                      | Phantom                        |           |
| 2017 | SBS Drama Awards                                  | Character of the Year                                           | Innocent Defendant             |           |
| 2018 | SBS Drama Awards                                  | Producers Award for Actor                                       | Heart Surgeons                 |           |
| 2018 | SBS Drama Awards                                  | Excellence Award, Actor in a Wednesday-Thursday Drama           | Heart Surgeons                 |           |
| 2020 | 28th SBS Drama Award                              | Top Excellence in Mid-Length/Long Drama                         | Penthouse: War In Life         | Ganador   |
| 2021 | 57th Baeksang Arts Awards                         | Best Actor                                                      | Penthouse: War In Life         | Nominado  |
| 2021 | 2021 SBS Drama Award                              | Top Excellence Award, Actor in a Miniseries Genre/Fantasy Drama | Penthouse: War In Life S2 & S3 | Nominado  |
| 2021 | 2021 SBS Drama Award                              | Best Couple Award (junto a Kim So-yeon)                         | Penthouse: War In Life S2 & S3 | Nominados |